# Cryphia scoriatula
Cryphia scoriatula är en fjärilsart som beskrevs av Turati 1921. Cryphia scoriatula ingår i släktet Cryphia och familjen nattflyn. Inga underarter finns listade i Catalogue of Life.